# Житомирский 56-й пехотный полк

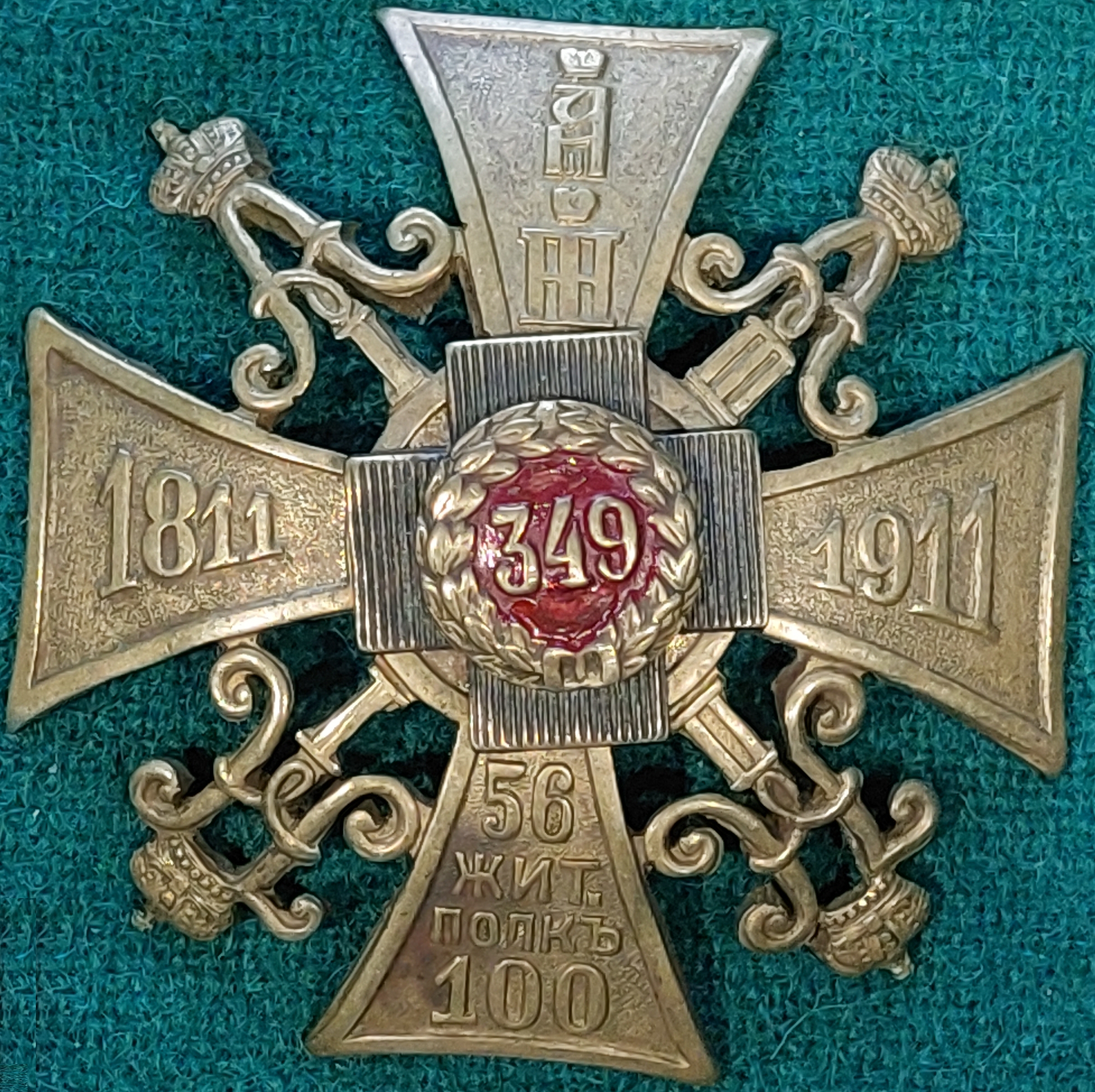
Полковой нагрудный знак (для нижних чинов) 56-го Житомирского полка

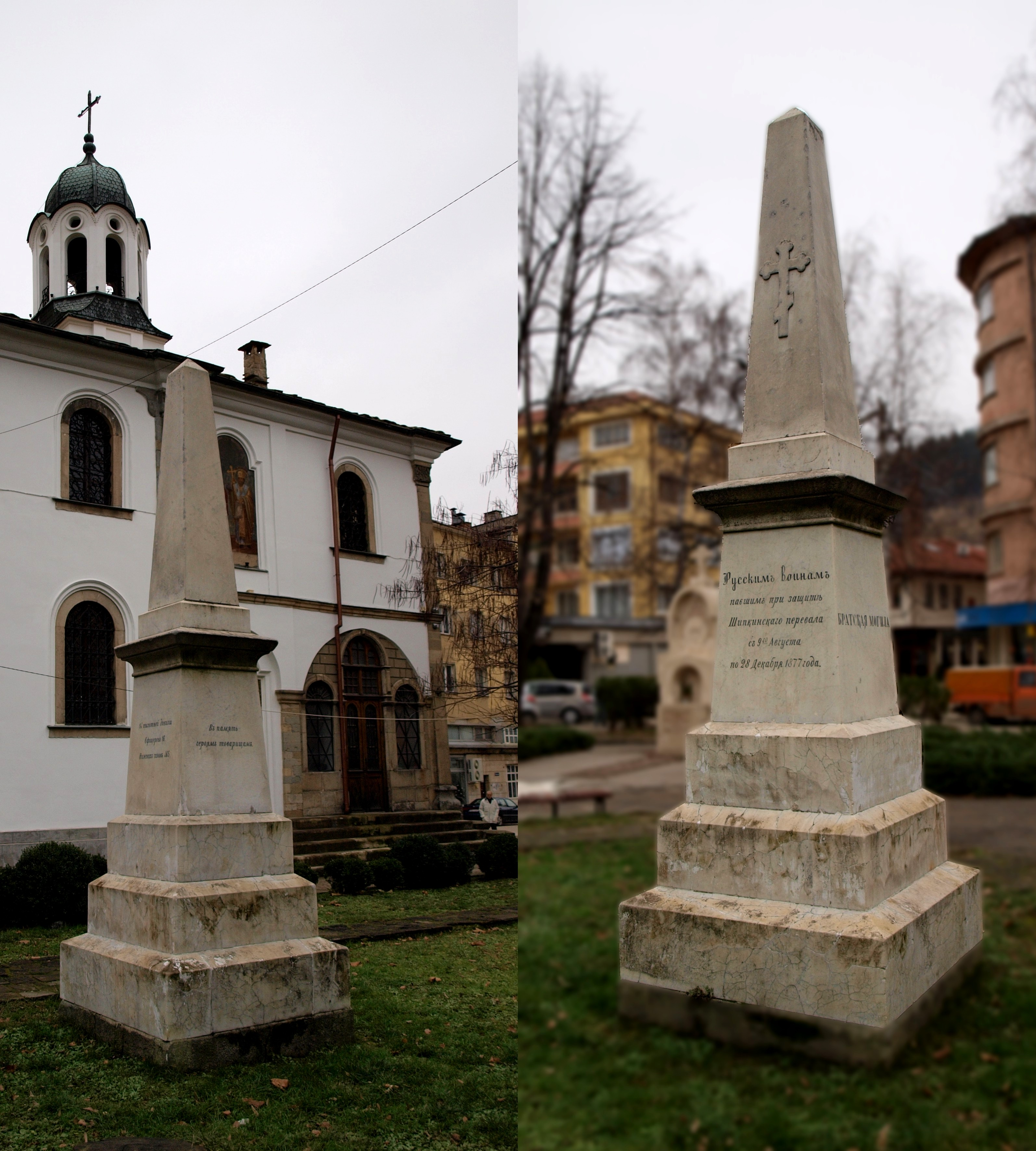
Братская могила 16 офицеров и 465 нижних чинов 14-й пехотной дивизии, возле церкви «Успение Святой Богородицы» в Габрово

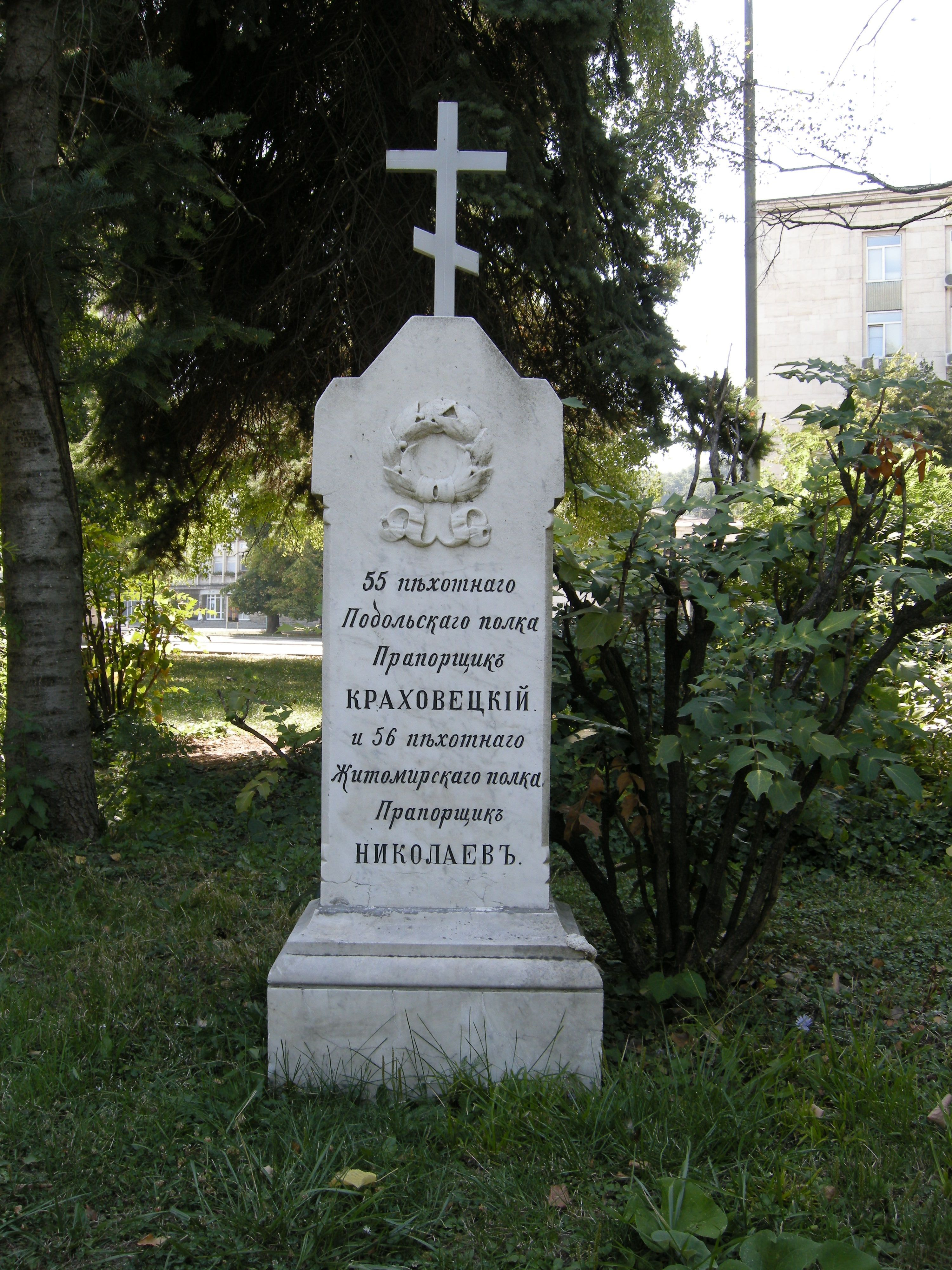
Памятник прапорщикам Краховецкого и Николаева в Габрово

56-й пехотный Житомирский Его Императорского Высочества Великого Князя Николая Николаевича полк — пехотная воинская часть Русской императорской армии.
Старшинство: 20.10.1811
Полковой праздник: день Св. Троицы

## История
В 1811 году, 29 октября, в Москве был сформирован из двух рот Углицкого, трёх Московского, двух Архангелогородского и роты Казанского гарнизонных полков Тарнопольский пехотный полк в составе трёх батальонов. В Отечественную войну 1812 года полк участвовал в боях на Шевардинском редуте, при Бородине находился на Семёновских флешах.
В 1815 году, 5 октября, Тарнопольский полк получил название Житомирский пехотный полк; 28 января 1833 года был переименован в Житомирский егерский полк. Полк участвовал в Венгерской кампании 1849 года и в обороне Севастополя.
С 17 апреля 1856 года Житомирский егерский полк вновь стал называться Житомирским пехотным; с 25 марта 1864 года получил номер и стал называться Житомирский 56-й пехотный полк.
В период Критского кризиса 1-й батальон полка входил в состав экспедиционных сил Российской империи на острове Крит. Две роты были расквартированы в Ретимноне и две — в Кании.

## Шефы полка
- 27.04.1812 — 22.06.1815 — полковник Титов, Адам Аггеевич
- 15.06.1878 — 04.03.1917 — великий князь Николай Николаевич

## Командиры полка
- 29.10.1811 — 27.04.1812 — полковник Титов, Адам Аггеевич
- 19.07.1812 — 22.06.1815 — подполковник (с 21.11.1812 полковник) Алексеев, Василий Павлович
- 22.06.1815 — 30.08.1816 — полковник Титов, Адам Аггеевич
- 30.08.1816 — 07.08.1819 — полковник Бояринов
- 07.08.1819 — 22.08.1826 — полковник Бублик, Яков Петрович
- 14.09.1826 — 16.07.1830 — полковник Фези, Карп Карпович
- 06.09.1830 — 21.03.1833 — полковник Посников
- 21.03.1833 — 20.01.1841 — полковник Вишневский, Николай Францевич
- 28.02.1841 — 10.09.1849 — полковник (с 06.12.1847 генерал-майор) Адлерберг, Густав Яковлевич
- 10.09.1849 — 04.07.1855 — полковник Лидерс, Константин Николаевич
- 04.07.1855 — 05.10.1862 — подполковник (с 21.08.1855 полковник) де Жерве, Владимир Александрович
- 05.10.1862 — 11.08.1864 — полковник Драчевский, Василий Данилович
- 23.09.1864 — хх.хх.1867 — полковник Гаганидзе, Константин Романович
- хх.хх.1867 — хх.хх.1868 — полковник Годорожий-Чиколенко, Павел Семёнович
- 19.10.1868 — хх.хх.1872 — полковник Крапухин, Григорий Андреевич
- хх.хх.1872 — хх.хх.1873 — полковник Графф, Фёдор Генрихович
- 30.08.1873 — 15.05.1875 — полковник Мартос, Дмитрий Васильевич
- 15.05.1875 — 25.11.1877 — полковник Тяжельников, Иван Иванович
- 22.12.1877 — 01.11.1891 — полковник Баков, Иван Васильевич
- 05.12.1891 — 14.08.1896 — полковник (с 14.11.1894 генерал-майор) Редькин, Пётр Тимофеевич
- 04.09.1896 — 22.06.1898 — полковник Воронец, Дмитрий Николаевич
- 22.07.1898 — 10.01.1902 — полковник Леонтьев, Александр Александрович
- 25.01.1902 — 11.07.1903 — полковник Язвицкий, Алексей Степанович
- 13.08.1903 — 22.02.1904[2] — полковник Максимович, Анатолий Александрович
- 04.03.1904 — 12.12.1905 — полковник (с 21.02.1905 генерал-майор) Короткевич, Николай Николаевич
- 17.07.1906 — 06.09.1908 — полковник Моржицкий, Станислав Михайлович
- 24.09.1908 — 17.11.1912 — полковник (с 03.05.1912 генерал-майор) Попов, Иван Иванович
- 22.11.1912 — 08.10.1913 — полковник Архипов, Александр Лазаревич
- 08.10.1913 — 09.07.1915 — полковник (с 16.02.1915 генерал-майор) Офросимов, Яков Михайлович
  - 07.03.1915 — 29.04 1915 — вр. и. о. полковник Вадзинский, Владимир Иванович
- 09.07.1915 — 29.10.1915 — полковник Раздеришин, Павел Аркадьевич
- 29.10.1915 — 31.03.1917 — полковник (с 21.12.1916 генерал-майор) Жолтенко, Владимир Семёнович
- 12.04.1917 — хх.хх.хххх — полковник Якунин, Евгений Галактионович

## Знаки различия
| Описание     | Знаки различия по состоянию на 1904—1907 гг. | Знаки различия по состоянию на 1904—1907 гг. | Знаки различия по состоянию на 1904—1907 гг. | Знаки различия по состоянию на 1904—1907 гг. | Знаки различия по состоянию на 1904—1907 гг. | Знаки различия по состоянию на 1904—1907 гг. | Знаки различия по состоянию на 1904—1907 гг. | Знаки различия по состоянию на 1904—1907 гг.               |
| ------------ | -------------------------------------------- | -------------------------------------------- | -------------------------------------------- | -------------------------------------------- | -------------------------------------------- | -------------------------------------------- | -------------------------------------------- | ---------------------------------------------------------- |
| Погоны       |                                              |                                              |                                              |                                              |                                              |                                              |                                              |                                                            |
| Классный чин | Полковник                                    | Подполко́вник                                 | Капитан                                      | Штабс-капитан                                | Пору́чик                                      | Подпору́чик                                   | Прапорщик                                    | Зауряд-прапорщик (произведенный из старших унтер-офицеров) |
| Группа       | Штаб-офицеры                                 | Штаб-офицеры                                 | Обер-офицеры                                 | Обер-офицеры                                 | Обер-офицеры                                 | Обер-офицеры                                 | Обер-офицеры                                 | Обер-офицеры                                               |

## Знаки отличия
1. Полковое знамя Георгиевское с надписью «За поход в Анди в Июне 1845 г. и за Севастополь в 1854 и 1855 годах».
2. Поход за отличие. Пожалован в 1813 г. за Отечественную войну 1812 г. и в 1849 г. за усмирение Трансильвании.
3. Серебряные трубы с надписями «За усмирение Трансильвании 1849 году и за Мукден в 1905 году». Пожалованы 25.12.1849 г. 2-я надпись пожалована 8.06.1907 г.
4. Знаки на головные уборы с надписью «За переправу через Дунай у Зимницы 15 Июня и за Шипку в 1877 году». Пожалованы 12.10.1878 г.

## Известные люди, служившие в полку
- Абаза, Эраст Агеевич
- Дельвиг, Николай Иванович
- Жабокритский, Иосиф Петрович
- Жолтенко, Владимир Семёнович
- Лишин, Андрей Фёдорович
- Туркул, Антон Васильевич
- Феличкин, Михаил Дмитриевич
- Чернецкий, Исаак Исаевич